# District d'Asalem
Le district d'Asalem (persan : بخش اسالم) est un district (bakhsh) de la préfecture de Talesh, dans la province de Guilan, en Iran.

## Démographie
Lors du recensement de 2006, sa population s'élevait à 39 089 personnes, réparties dans 9 203 familles. Le district comporte une ville (Asalem) et trois districts ruraux (dehestan) : ceux d'Asalem, de Khaleh Sara et de Kharajgil.